# ベイグラントストーリー
『ベイグラントストーリー』（VAGRANT STORY）は2000年2月10日にスクウェア（現スクウェア・エニックス）よりPlayStation用ソフトとして発売されたロールプレイング・アドベンチャー。
『ファミ通』のクロスレビューにてPlayStationで唯一40点満点を獲得（2010年9月時点で累計15本のうちの一つ）、プラチナ殿堂入りを果たしている。
廉価版として2002年2月21日に『PS one Books ベイグラントストーリー』、2006年7月20日に『ULTIMATE HITS ベイグラントストーリー』が発売された。また2009年8月12日からPlayStation Storeからダウンロード販売が開始された。

## システム
画面
『ファイナルファンタジーVII』などそれまでにスクウェアが発売した作品の多くが、背景をCGで制作しイラストとして使用、キャラクターはポリゴンによって生成するという手法が取られていたのに対して、本作では背景やキャラクターをフルポリゴンによるリアルタイムレンダリングを行っており、移動・戦闘の画面切り替えなく進行する。PlayStationの多くのゲームに多用されているプリレンダリングムービーはオープニングとゲーム序盤の一部にしか使われていない。
PlayStationのゲームソフトでは、これに先んじて『メタルギアソリッド』がこの試みを行っており、本作もこれに影響されたことが語られている。
これによって主人公キャラクターに割けるポリゴン数は『FFVII』や『FFVIII』の約半分程となったが、テクスチャマッピングによってそれらよりもサイズが大きく高い頭身となっている。また、『メタルギアソリッド』にも無かった要素として、ストーリーの進行するイベントでは、キャラクターの感情を表現するために表情の変化が行われる。この際に使うテクスチャはPocketStationの画面ほどの大きさのもので、これを補う形で色の明度の変化によって違和感のないアニメーションを行っている。
成長
ゲームはRPGに分類されるが、主人公は各エリアのボスを倒した後に出るスロット式の結果と特定のアイテムの使用以外では成長せず、バトルアビリティやブレイクアーツ等の戦闘時の技を、物語が進むにつれて想い出す形をとっている。攻撃力等の能力値は、使っている武器や防具の経験値の様な形で変化するため、使い込むほど強い武器となるシステムになっている。
戦闘
敵とエンカウントした際戦闘画面への移行は無く（シームレスバトル）、通常のリラックスモードからボタンを押してバトルモードになることで戦闘態勢になり、攻撃を出すことができる。バトルモード時に自分の射程内に近づいてボタンを押すことでターゲットドームが出現、射程内の敵のリム（部位）を選択するとその部分をピンポイントに攻撃する。リムへのダメージが重なっていき一定の値まで達するとその部位によるステータス異常が起こるが、リムの状態に関わらずキャラのHPが0になると戦闘不能になる。これはプレイヤー側も同じことである。
武器攻撃のたびにプレイヤーには「RISK」という数値が溜まっていき、これが高いほどプレイヤーが受けるダメージが多くなり、プレイヤーの攻撃の命中率も低くなっていく。RISKが高いと魔法を一発食らっただけでゲームオーバーということもしばしばあるのでRISKの管理が重要である。またHPを消費して繰り出す必殺技「ブレイクアーツ」や複数のリムを攻撃出来るなどの効果を持つ魔法、戦闘中にタイミングよくボタンを押すと、さまざまな効果が起こる「バトルアビリティ」など様々な要素がある。
マップ
全体は大きく分けて23エリアで構成され、各エリアが10 - 30程度の部屋に分かれている。うち数カ所は箱を動かす事で出口に行けるような、パズル的部屋も用意されている。部屋には全て名前が付けられており、部屋の名前を読み進めるだけでも都市レアモンデの様子がうかがえる。また、一度クリアしないと行けない部屋もいくつか用意されている。
称号
ゲームの進め方を評価する称号がいくつか用意されており、得点によるリスクブレイカーランキング、最速クリア時間などのリスクブレイク、使い込んだ武器に与えられる称号、の大きく3つに分けられる。特にリスクブレイクは簡単に得られるものと難しいものがあるため、全ての称号を得るには何周もプレイする必要がある。
2周目以降
一度ゲームをクリアしセーブした後、物語の最初に戻ってゲームを続けることができる。1周目で集めたアイテムはほとんど消えてしまうが、習得した魔法・アビリティ・ブレイクアーツ、入手した武器と防具はそのまま継承される。能力値もゲームクリアの際のものが持ち込まれる。規定時間を下回るプレイ時間でクリアすれば新たな称号も得られる。1周目をクリアすれば「真実を知る者」の称号が与えられ、そのセーブデータにはホーリーウィンのマークが付く。
PlayStation 2の補完機能
PlayStation実行時ではドットで表現されるグラデーションを、滑らかに表示する機能。本作の画像はポリゴンとテクスチャマッピングで構成されており、PS2ではテクスチャの絵がより奇麗な画像になる。キャラクター1体に使用したポリゴン数はわずか320〜330枚（『FFVII』、『FFVIII』では約700枚）、顔の表情は32x32のドット絵をテクスチャマッピングとして使用した。
アイアンメイデン
ヨクス教がかつて異端審問に使っていた部屋の総称。ゲームでは1度クリアしないと行けない場所が多い。

### ゲームシステムに関する用語
キューブ
レアモンデ内のいくつかの部屋に置かれた直方体の足場。種類によっては移動・持ち上げ・破壊ができる。「持ち上げキューブ」「押しキューブ」「転がしキューブ」「摩擦なし押しキューブ」「カウンター付き転がしキューブ」「マグネット付き持ち上げキューブ」の6種類がある。
パズルモード
キューブが置かれた部屋に入ると発生する、短時間で出口に行くミニゲーム。設定によって省略することができる。キューブを押す動作が倉庫番に例えられるが、立体的である所が異なる。
トラップ
レアモンデ内の床に設置された罠。主人公をステータス異常にしたり、体力を奪ったり、時には回復したりする。下記はトラップの名称を列挙したもの。
- （ダメージ系）デスヴェイパー、ガスト、イラプション、テラスラスト、フリーズ、サンクチュアリ、ディアボロス
- （ステータス異常系）ポイズンパネル、パラライズパネル、カースパネル
- （回復系・その他）ヒールパネル、キュアパネル、トラップクリア

ペンタグラム
青く光る、ゲーム内容のセーブができる場所。魔法テレポートが使える場所。
コンテナ
主人公の持ち物を一時的に保管する容器。収納数に限界があるが、保存したアイテムはどの場所のコンテナからでも取り出せる。外観は宝箱に似ている。
ファクトリー
レアモンデ内にある武器・シールド・アーマーの合成が行える部屋。ファクトリーごとに扱える材質が決められている。
合成
主人公の武器・防具を2つ使用して、新しい1つの武器・防具を作り出すシステム。合成できる持ち物は、武器・シールド・アーマーのみ。武器なら武器、アーマーならアーマー…と言ったように同系統のアイテム同士でなければ合成出来ない。ファクトリーと呼ばれる部屋で合成できる。
装備称号
武器・シールド・アーマーの属性値の高さに応じて与えられる。「ウォリアーズ」を初めとする10種類。ゲームには影響を与えない。
称号
ゲームの達成度に応じて与えられる評価。「真実を知る者」「財宝の発見者」など32種類。高いリスクブレイカーランクを得るために必要。
リスクブレイカーランク
プレイヤーの獲得スコアによってランクが上がる。「ノーマル・エージェント」を初めとする16種類。ゲームには影響を与えないが、ゲームクリア時の画像がランクごとに異なる。
リム
主人公またはモンスターの体の部分を指す言葉。攻撃されると体力が下がる他、リムの状態も悪くなる。リムの状態がdyingになると各種ステータス異常が発生し、戦闘が不利になる。
リスク
主人公の冷静さを表す数値。リスク値が高いという事は、焦って興奮している状態。攻撃したり、アビリティを使う事で値が高くなる。リスク値が高いと攻撃回避率が下がるなどのデメリットもあるが、体力回復魔法の効きが大きくなるなどのメリットもある。
チェインアビリティ
主人公が戦闘を繰り返す内に思い出していく殺人技。攻撃するタイミングに合わせてボタンを押し、攻撃を連鎖させることができる。使用すればするほどリスク値も増加するため、リスク値とのバランスを考えた使用が重要。武器とアビリティの組み合わせによって動作とタイミングが変わる上に、連鎖を続けるほどにタイミングがシビアになっていく。そのため延々と連鎖させることは非常に難しい。下記はチェインアビリティの名称を列挙したもの。
- （HPへのダメージ）ヘヴィショット、レイジングエイク、ゲインダメージ、クリムゾンレイド、ゲインファントム、ファントムペイン
- （MPへのダメージ）マインドアサルト、インセインエイク
- （アシュレイのHP・MP回復）ゲインライフ、ゲインマジック
- （ステータス異常攻撃）パラライズパルス、ナミングクロウ、ダルネスバインド、スネークヴェノム

ディフェンスアビリティ
チェインアビリティ同様、アシュレイが戦闘を繰り返す内に思い出していく殺人技。攻撃を受けるタイミングに合わせてボタンを押すことで、自らを回復したり、相手にダメージを与えることができる。使用アビリティに応じてリスク値も増加する。下記はディフェンスアビリティの名称を列挙したもの。
- （反撃ダメージ）マジックリフレク、ダメージリフレク
- （属性ダメージ軽減）インパクトガード、エアブレイク、ファイアプルーフ、アースコンソル、アクアウォード、フィーンドガード、デモンスケイル
- （ダメージ軽減・無効など）セルフリカバリー、マジックスナッチ、レジストダメージ、レジストマジック、ファントムシェル

#### ブレイクアーツ
主人公がゲーム内で思い出す殺人技。使用する武器などにより、技の種類が異なる。ブレイクアーツの使用によって、主人公の体力も消費される。下記はブレイクアーツの名称を列挙したもの。
- ダガー系
  - 號気弾（ごうきだん）、影縫い（かげぬい）、ダブルファング、怒竜玉砕（どりゅうぎょくさい）
- ソード系
  - 裂帛双重突（れっぱくそうじゅうとつ）、黒斬破（こくざんは）、桜花円舞（おうかえんぶ）、飛蝶乱舞（ひちょうらんぶ）
裂帛は絹を引き裂くような悲鳴。
- ロングソード系
  - 壊人弾（かいじんだん）、雷電轟爆波（らいでんごうばくは）、飛燕斬（ひえんざん）、神鳴烈印斬（しんめいれついんざん）
- アックス&メイス系
  - ミストラルエッジ、氷牙疾風烈（ひょうがしっぷうれつ）、マンティスレア、インフィニティ
ミストラルは地中海沿岸に吹く冷たく乾いた強風。マンティスはカマキリのこと。
- ヘヴィアックス系
  - ベアクラッシュ、煉獄魔人斬（れんごくまじんざん）、破綱秘点（はこうひてん）、イメティックボム
煉獄は霊魂が火で浄化される天国と地獄の間の場所。
- ヘヴィメイス系
  - ボーンクラッシュ、迅雷爆裂打（じんらいばくれつだ）、輪焔殺（りんえんさつ）、ヘクターブロウ
- スピア系
  - ルインハーツ、アサルトスフィア、ギガテンペスト、スパイラルブロウ
テンペストは大嵐のこと。
- スタッフ系
  - 爆炎打（ばくえんだ）、リスクブレイク、ヘヴィダスト、アブソルトデルタ
- クロスボウ系
  - 獄炎烈散弾（ごくえんれつさんだん）、調伏烈光弾（ちょうふくれっこうだん）、デッドスクリーム、アトミックフレア
- 素手系
  - 紅蓮掌（ぐれんしょう）、眩暈脚（げんうんきゃく）、紫磨金波（しまごんは）、臨界至天滅（りんかいしてんめつ）
紅蓮は紅色の蓮の花で、激しく燃え上がる炎の色の例え。眩暈はめまいのこと。紫磨金は紫色を帯びた良質な黄金。

#### 魔法
200以上前に存在した、伝説の産物と思われていた。魔法を習得するには、主にグリモアと呼ばれる呪文書を読むことで、眠っていた魔法が甦えり使えるようになる。古代語魔法はモンスターなどが使う。下記は、これら魔法の名称を列挙したもの。
- 攻撃魔法（ウォーロック）
  - （対単体）ソリッドショック、ライトニングボウ、ファイアボール、ヴァルカンランス、アクアブラスト、スピリットサージ、デスラプトペイン、ドレインハート、ドレインマインド
  - （対複数）イクソシズム、バニッシュ、イクスプロジョン、サンダーバースト、フレイムスフィア、ガイアストライク、アヴァランチ、ラディウス、メテオインパクト
- 回復魔法（シーアルジー）
  - ヒール、リストレイション、アンチドーテ、ブレッシング、クリアランス、ジェネラスヒール
- 補助魔法（ソーサリー）
  - （自己強化）ハーキュリアン、インライテン、インビゴレイト、プロテクト、インパリドスペル
  - （対象弱化）ミゼラブルボディ、フィブルマインド、レイジーボーンズ、アンプロテクト
  - （ステータス異常）サイレントスペル、スタンクラウド、ポイズンミスト、カース
  - （その他補助効果）フィクセイト、ディスペル、アンロック、マーク、アナライシス
- 属性魔法（エンチャント）
  - （属性付与・武器）ルフトアタッチ、スパークアタッチ、ソイルアタッチ、フロストアタッチ
  - （属性付与・防具）ルフトガード、スパークガード、ソイルガード、フロストガード
ルフトはドイツ語で空気、ソイルは英語で土壌を意味する。
- 移動魔法（テレポート）
  - テレポート
- 古代語魔法
  - トルネード、サンダーボルト、ファイアストーム、グラビティ、アシッドフロー、ジャッジメント、アポカリプス

#### 特殊攻撃
特殊攻撃はモンスターなどが放つ攻撃。体の一部を攻撃するものと、複数の部分を攻撃するものがある。下記は、特殊攻撃の名称を列挙したもの。
- アクリッドウーズ、アシッドスニーズ、カイザースラスト、ギガラッシュ、グラナイトパンチ、スタンブラスト、スパイラルシェル、タイダルラッシュ、タイランツメイス、テイルアタック、デヴァイタライズ、ナミングニードル、ナミングフック、ブラスフェミー、ブラッドサック、ブラディマーダー、ヘヴンズティア、ポイズンスニーズ、ポルターガイスト、マインドブラスト、レイヴェンアイ
- アクアバブル、アシッドブレス、サンダーブレス、ディバインブレス、ファイアブレス、ブラディシン、フレイムブレス、フロストブレス、ポイズンブレス、ラストアセンション、ロトンブレス

## ストーリー
〜The Phantom Pain〜
グレイランド事件の始まり
ある冬の日の夕刻。カルト教団「メレンカンプ」の一味が、バレンディア王国の重鎮・バルドルバ公爵の邸宅を襲撃、占拠する事件が発生した。VKP（バレンディア治安維持騎士団）は事件解決のため重犯罪者処理班（通称「リスクブレイカー」）のエージェント、アシュレイ・ライオットの現場投入を決定。時を同じくして王国内の政治勢力として存在感を増していた法王庁も直属の聖印騎士団（通称「クリムゾンブレイド」）を派遣し現場に介入。クリムゾンブレイドは邸宅に放火し突入するという強引極まりない手法を採用、人質に多大な犠牲を払いながらも暴徒たちの鎮圧に成功する。
一方でアシュレイは事件の首謀者であり「メレンカンプ」の首魁と目される男、シドニー・ロスタロットと邸内で接触。深手を負わせるも取り逃がし、生き残った教団幹部にバルドルバ公爵の一人息子、ジョシュアを拉致されてしまう。占拠事件終息後、アシュレイは直ちにVKP情報分析官のキャロ・メルローズと共にシドニーたち教団残党が潜伏しているとされる城塞都市レアモンデに潜入。またクリムゾンブレイドも教団残党を追って既にレアモンデに向かっていた。その後、ごく僅かな例外を除いてレアモンデに入り込んだ人間のほぼ全てが消息を絶った。
バルドルバ公爵殺害事件
それから一週間後、先の占拠事件では別邸にいたため難を逃れていたバルドルバ公爵が何者かに暗殺されるという事件が起きた。公爵が死亡する直前に面会していたのは、リスクブレイカーのアシュレイ・ライオットと名乗る人物だった。VKPはアシュレイを公爵殺害の容疑者として追跡するも、アシュレイの行方は分からないままである。
後にグレイランド事件と呼称された一連の事件。その真相は未だ明らかになっていない。
グレイランド事件に関わった人間をことごとく飲み込んだ城塞都市レアモンデで何が起こったのか。アシュレイは公爵を本当に殺害したのか。プレーヤーは多くの謎に彩られたグレイランド事件の1週間をリスクブレイカー・アシュレイの視点で追っていくことになる。

## 舞台
事件の主な舞台となるレアモンデは、魔導師メレンカンプによって、古代キルティア時代と呼ばれていた2000年以上前に建てられた。そのキルティア時代の後、聖ヨクスが誕生。バレンディア王国に自らの教えを広めたため、この地は敬虔なヨクス教徒の聖地となった。街の中心に建つ大聖堂はレアモンデのシンボルとなり、修道士たちは地下のライムストーンを切り出して生活の糧としていた。
最盛期には5千人以上の人々が暮らしていたが、25年前の大地震により壊滅的な被害を受け、人々はこの地を去った。それ以来、この廃墟で奇妙な生き物や火の玉が見られるようになったと言う。
ヨクス教の聖地として名高い街だが、その教義に反するはずの「魔」と呼ばれる超常の力が都市空間に充満しているらしく、法王庁や議会がその力の謎を強く求めているとの噂も。

### 団体に関する用語
新バレンディア王国（しんバレンディアおうこく）
ゲームに登場する架空の国で、王都はバルナイン。1500年ほど前に初代国王ナルザークにより「バレンディア王国」として建国。国教はヨクス教。専制君主制がとられていたが、34年前の内戦後、「新バレンディア王国」と名を改め議会制に移行した。
バレンディア国家評議会（バレンディアこっかひょうぎかい）
バレンディア王国の国政を行う機関。議会・元老院とも呼ばれる。議員は貴族・資本家など一部の富裕層で構成されている。
バレンディア治安維持騎士団（バレンディアちあんいじきしだん）
バレンディア国家評議会直属の機関で、略称はVKP（以下、VKPと略す）。最高責任者はリサイト長官。文字通り王国を揺るがす不穏分子の動きを抑えるための機関。重犯罪者処理班、情報処理班、対カルト班、監視班などで構成される。
エージェント
バレンディア治安維持騎士団に所属する人々の呼称。
リスクブレイカー
VKP内に存在する、重犯罪者処理班のエージェントを特に指す。現在でこそ法の番人とされているが、数年前までは国家公安のために反体制派の暗殺・破壊工作が認められていた。下される任務の性質上特に厳しい訓練が科され、現場では単独行動を原則とする。それ故に高い能力を誇る精鋭揃いだが、それでも任務からの生還率は芳しくない。
ヨクス教（ヨクスきょう）
聖者ヨクスを開祖とする、架空の宗教。一神教である。バレンディア王国の国教となって数百年の歴史を持つ。その信仰を広めるため、ヨクス教成立以前には日常のものとして使われていた「魔」の力を異端視し排除する事で勢力を拡大していった歴史を持つ。
法王庁（ほうおうちょう）
ヨクス教の最高機関。最高権力者はバドゥイズム法王。議会は最高権力者をバレンディア国王としているため、最近は議会と政治的に対立している。
聖印騎士団クリムゾンブレイド（せいいんきしだんクリムゾンブレイド）
法王庁直属の精鋭騎士団。団長はロメオ・ギルデンスターン。グレイランド事件には、メレンカンプ教団の殲滅と奇跡の確保を目的に介入して来た。バルドルバ公爵邸襲撃事件の鎮圧後はメレンカンプ教団を追うようにレアモンデに侵入、団長以下のほとんどが消息不明となる。
コマンダー
聖印騎士団の団長の下に置かれる役職。各コマンダーは配下の騎士のリーダーとなる。
メレンカンプ教団（メレンカンプきょうだん）
レアモンデを拠点とする新興宗教。主宰者はシドニー・ロスタロット。公爵邸襲撃事件を始めとして様々なテロを引き起こすなど、その攻撃性が法王庁とVKPから敵視されているが、レアモンデへの潜入が困難なため、実態が掴めない。

### 出来事に関する用語
バレンディア内戦（バレンディアないせん）
36年前にバレンディア王国で発生した、主権を巡っての摂政グルナス家とナルザーク王家の争い。国内を二派に分けての騒動となったが、2年後に終結した。内乱に際して王家側に付き、終結に尽力した英雄の一人がバルドルバ公爵。
グレイランド事件（グレイランドじけん）
バレンディア王国の貿易都市グレイランドで起きた、バルドルバ公爵邸占拠事件に始まりバルドルバ公爵殺害事件で終わる一連の事件の名称。謎が多く、ほとんどの容疑者・証人が行方不明であるため未解決。
バルドルバ公爵邸占拠事件（バルドルバこうしゃくていせんきょじけん）
メレンカンプ教団が、法王の退位と仲間の釈放を要求し、バルドルバ公爵の屋敷を占拠した事件。クリムゾンブレイドの突入によって鎮圧された。公爵本人は別邸にいたため無事だったが、2度の火災によって家族や使用人が犠牲となった。
バルドルバ公爵殺害事件（バルドルバこうしゃくさつがいじけん）
公爵邸占拠事件から1週間後、別邸にてバルドルバ公爵が殺害された事件。事件直前別邸にて、アシュレイ・ライオットが目撃された後、行方不明となっている。

### 名称に関する用語
グレイランド
一連のグレイランド事件の舞台となった新バレンディア王国の貿易都市。バルドルバ公爵が居を構える。
レアモンデ
魔導師メレンカンプが建てたとされる架空の都市。街のシンボルである大聖堂は、太陽の光を浴びて七色に美しく変化する。また、街のあちこちにキルティア時代の文字が見られる。ワインとライムストーンの産地として有名だったが、多数の犠牲者が出た25年前の大地震以降、廃墟となってからは魔都と呼ばれる。この時の地震で生じたクレバスと渦潮によって外界から隔離され、地下通路は迷宮となってしまった。
魔（ま）
ゲームに登場する、実体を持たない超常の力の総称。魔に関わる物の側にいるだけで、気付かないうちに感染する。強い魔に触れる機会が多いほど、魔力が強くなる。魔によって得られる力は様々で、モンスターの召喚や、遠見の能力、サイコメトリー、他人の視覚を共有するなどと言った形で顕れる。強い魔力を持った者は、相手を瞬時に洗脳することもできる。
グリモア
魔導師メレンカンプが作ったとされる魔導書。古代伝承学に拠れば、読む事で魔法が使える様になる。中でも究極の魔法を記した魔導書は「グラン・グリモア」と呼ばれるが、どのような魔法なのか詳細は一切不明。
古代キルティア時代（こだいキルティアじだい）
魔導師メレンカンプが活躍していた時代。ヨクス教が誕生した頃には終わりを迎えていた。日常的に「魔」の力が使われていた時代でもあった。
不完全な死（ふかんぜんなし）
ゲームに登場する考え方で、不死とも言う。特に魔に深く触れた者は、その代償として肉体は滅びても魂は生き続ける。そう言った点ではゾンビに限りなく近い。
完全なる不死（かんぜんなるふし）
ゲームに登場する考え方で、肉体も魂も滅びない。「魔」の力が否定された現在でも、それに魅せられる者は後を絶たない。
ホーリーウィン
ヨクス教のシンボル。「剣に二つ刃」の形。電源投入直後のタイトル画面の背景画。
血塗れの罪（ちまみれのつみ）
ヨクス教が異端者と認めた者にこの形の入れ墨が刻まれたと言われる。どのような物か知らない人も多い。ヨクス教成立以前にも使われていた。同じ名前の攻撃を繰り出すモンスターが登場する。

## 登場キャラクター
アシュレイ・ライオット（Ashley Riot）
主人公。性別：男、年齢：20代後半、身長：181cm。VKP所属。公爵邸占拠事件の鎮圧に参加する腕利きリスクブレイカー（危険請負人）。元近衛騎士団所属でVKPのアカデミーを首席で卒業したエリート。妻のティアと息子のマーゴが殺された事をきっかけに近衛騎士団を辞しリスクブレイカーへ転身。常に冷静沈着なリアリストで、パートナーであるキャロとも必要以上のコミュニケーションを取ろうとしないなど、寡黙で無愛想な性格。この彼の体験を元にゲームは進められていく。レアモンデを調査していくうちに彼自身も知らない過去と素性が明らかになっていく。「魔」に触れる中で他者の五感に「リンク」することでその者に起きた出来事をダイレクトに体験・知覚する能力に目覚める。ちなみに彼の特徴的な上着はスタッフやユーザーなどから「エプロン」と呼ばれることがある。
シドニー・ロスタロット（Sydney Losstarot）
性別：男、年齢：20代後半、身長：178cm。カルト教団「メレンカンプ」の教祖。教団を率いて公爵邸を襲撃・占拠した後、邸内で遭遇したアシュレイを挑発し誘い込むようにレアモンデに行方を眩ませる。存在感を放つカリスマで、他者の心の内を読む、初対面の人間の過去を言い当てる、さらには相手の意識を自分の意のままに操るなど「魔」の扱いに最も長けた人物。
ロメオ・ギルデンスターン（Romeo Guildenstern）
性別：男、年齢：34歳、身長：179cm。法王庁直属の聖印騎士団「クリムゾンブレイド」の団長。アシュレイと同じくアカデミーを首席で卒業するほどの優秀さとその信仰心の篤さを買われ、現在の地位に抜擢された騎士。佇まいは洗練されているが、目的のためには如何なる手段も選ばない。あるものを手に入れるためにシドニーを追ってレアモンデに突入する。
キャロ・メルローズ（Callo Merlose）
性別：女、年齢：23歳、身長：173cm。VKPの情報分析官。カルト教団や宗教的テロリズムの情報分析を専門としている。アシュレイのサポート役として共にレアモンデに潜入する。新米ながらも分析官らしく冷静な性格で、緊急事態に陥っても取り乱すことは少ない。的確な解析能力は他の分析官からも一目置かれている。後に他者の心を読み取る能力が開花する。
ジョン・ハーディン（John Hardin）
性別：男、年齢：29歳。メレンカンプ教団の幹部。国家保安庁に在籍していた経緯を持つ。シドニーの友人でもあり、公爵邸襲撃事件にも加わっている。一見粗暴に見える外見だが、非常に人間くさく温かな人柄で、人質のジョシュアに弟の面影を見出し、優しく接する。遠くで起きている出来事を直接視る「千里眼」のような能力を持つ。シドニーと共に公爵邸を襲撃し、逃亡の際にバルドルバ公爵の一人息子・ジョシュアを拉致してレアモンデに潜伏する。
ジャン・ローゼンクランツ（Jan Rosencrantz）
性別：男、年齢：20代後半。VKPから派遣された「リスクブレイカー」を自称し、単特行動を原則とするはずのリスクブレイカーをサポートする者と嘯いてアシュレイの行く先々に現れる男。唇のピアスや体中に張り巡らしたワイヤーなどの服装が目を引く。魔を無効化する特異能力を持つ。魔都レアモンデに関してアシュレイよりも豊富な知識を持っている。
サマンサ（Samantha）
クリムゾンブレイドのコマンダー。レアモンデ突入作戦部隊に加わっている。ギルデンスターンとは恋仲。
デュエイン
クリムゾンブレイド所属の神官。グリッソムの兄。神官という立場ながらレアモンデ突入作戦に志願した。態度は尊大だが、指揮官としての統率力はある。
グリッソム
クリムゾンブレイド所属の神官。デュエインの弟。彼もまた兄と同じく、レアモンデ突入作戦に志願したひとり。言葉遣いこそ丁寧だが、刃物のような冷徹さを持つ。
ティーガー
クリムゾンブレイドのコマンダー。ヘヴィアクスを軽々と扱う鍛え上げた身体を持つ。戦士としての高潔さを持ち合わせ、非道な振る舞いに手を染めることはない。ニーチと行動を共にしている。
ニーチ
クリムゾンブレイドのコマンダー。髪を後ろでまとめた長身の女性で、ヘヴィメイスが得物。さばさばとした性格。ティーガーとは気が合う。
聖印騎士
ここではクリムゾンブレイドの騎士のうち、名前のついている騎士のみの説明とする。
サックハイムとグッドウィン
ワイン貯蔵庫の見張りをする新米騎士。
マンデル
アシュレイの目前で息を引き取り、ゾンビとなった騎士。
ベジャール と サージク
レアモンデを流れるティコラス川でデュエインとともに現れる騎士。

バルドルバ公爵 / アルドゥス・バイロン・バルドルバ（Aldous Byron Bardorba）
性別：男、年齢：64歳、身長：175cm。30数年前に起きたバレンディア王国の内乱終結に多大な功を挙げた、新バレンディア王国の重鎮。現在は健康上の理由から引退したものの、議会に対する発言力は未だ強い。メレンカンプ教団を支援しているという噂もある。グレイランド事件で殺害される。
ジョシュア・バルドルバ（Joshua Bardorba）
性別：男、年齢：4歳。バルドルバ公爵の一人息子。公爵邸襲撃事件発生当時、メレンカンプ教団の人質となりハーディンに誘拐されてしまう。そのショックからか口がきけなくなっているが、自らを拉致したハーディンに懐いている。
メレンカンプ
2000年以上昔、バレンディア王国も成立していない時代に実在したと言われる伝説の女魔導師。城塞都市レアモンデを建設し、魔導書グリモアを作成したと伝えられる。ゲーム起動直後のデモムービーでベリーダンスを踊っている女性。
アラズラム・J・デュライ
オープニングで哲学的な文章を述べる架空の人物。本編には登場しない。

## メインスタッフ
- 坂口博信 - エグゼクティブ・プロデューサー
- 松野泰己 - 制作・監督
- 皆川裕史 - 美術総監督
- 吉田明彦 - キャラクターデザイン
- 村田琢 - メインプログラマー
- 秋山淳 - イベントディレクター
- 崎元仁 - 作曲

## イヴァリースとの関連性
本作およびイヴァリースサーガの著者である松野泰己のtwitterでの発言（削除済み）では「ベイグラはそもそもイヴァリースの世界ではない。ただ、いくつか入れたお遊び（アグリアスの口紅等）のせいでプレイヤーさんがイヴァリースだと考え、更に、FF12のプロモーション（海外向け）の都合で一緒にしちゃえという話になり仲間入り＞前廣くん。」（原文ママ）とのこと。それ以前に固有名詞等が共通であることから蓋然性を持って推測されていた事に加え、以下の様に著作権を保有するスクウェア・エニックスのスタッフに拠る仄めかしが存在する。
ゲーム中にはイヴァリースという単語は登場しないが、後にイヴァリースアライアンスとして括られた『ファイナルファンタジータクティクスアドバンス』や『ファイナルファンタジーXII』では本作品中の固有名詞が登場した。『ファイナルファンタジーXII レヴァナント・ウイング』ではパンネロがOPの女性と似た衣装を着ているほか、『ファイナルファンタジーXII アルティマニアΩ』でもイヴァリースのどこかを舞台とする作品と紹介されたため、本作がイヴァリースの関連作品である可能性は示唆されている。
ちなみに、『ファイナルファンタジーXII』に登場する召喚獣「ザルエラ」は、右の翼に巫女を融合させた死神の様な姿をしているが、この元ネタは本作に登場するロメオ・ギルデンスターンとサマンサであるという。

## 関連商品

### 書籍
『ベイグラントストーリー 最速攻略本 for beginners』
出版：株式会社デジキューブ（ISBN 4-925075-74-8）
基礎的な情報の記載に留まっている、攻略本と言うよりはガイドブックの趣が強い本。
ファミ通責任編集 『ベイグラントストーリー完全ガイドブック 〜アシュレイ追跡調査報告書〜』
発売：株式会社アスペクト（ISBN 4-7572-0754-9）
終盤に登場するマップが記載されておらず、ゲームに登場しない第三者の目線でストーリーが概説されているため少々解り辛い。
スタジオベントスタッフ著 『ベイグラントストーリー アルティマニア』
出版：株式会社デジキューブ （ISBN 4-925075-75-6）
やり込みを含めた様々なゲーム攻略情報のほか、ゲームの世界背景などを詳解した設定資料や開発者へのインタビュー、ベニー松山によるノベライズなどが収録されている。
デジキューブ版アルティマニアは現在絶版だが、スクウェア・エニックスよりほぼ同内容の『アルティマニア』が発売されている。

### CD・その他のグッズ
『ベイグラントストーリーオリジナル・サウンドトラック』（発売：デジキューブ）
2枚組、劇中に使用されたBGM全55曲を収録。リミックスバージョンもボーナス・トラックとして2曲収録。
ほか、ゲーム発売後に関連商品としてジッポーライター、シルバーネックレス、Tシャツ、キーホルダー、マネークリップ、カードケース等が販売された。また甲州ワインの製造会社と提携し、レアモンデ産ワインを販売していた。